# Diego Rivera: mito o realidad
Diego Rivera: mito o realidad è un documentario del 1982 basato sulla vita del pittore messicano Diego Rivera.